# Tipula semivittata
Tipula semivittata är en tvåvingeart. Tipula semivittata ingår i släktet Tipula och familjen storharkrankar.

## Underarter
Arten delas in i följande underarter:
- T. s. dissimilis
- T. s. semivittata